# خوان دیاز (بازیکن فوتبال، زاده ۱۹۷۷)
خوان دیاز (انگلیسی: Juan Díaz؛ زادهٔ ۲۸ ژوئن ۱۹۷۷) بازیکن فوتبال اهل اسپانیا است.
از باشگاه‌هایی که در آن بازی کرده‌است می‌توان به باشگاه فوتبال اسپورتینگ خیخون اشاره کرد.